# Richard Hébert
Richard Hébert est un entrepreneur et homme politique canadien, ancien conseiller municipal et maire de Dolbeau-Mistassini. Il a été député libéral de Lac-Saint-Jean à la Chambre des communes du Canada du 24 octobre 2017 au 21 octobre 2019. Il a été secrétaire parlementaire de la ministre de la Petite Entreprise et de la Promotion des exportations, Mary Ng, du 31 août 2018 au 21 octobre 2019. 

## Biographie
Richard Hébert étudie à l'Université du Québec à Montréal et y obtient un baccalauréat en animation culturelle. Il travaille dans les entreprises familiales de services funéraires et de services ambulanciers, et est président de la Corporation des thanatologues du Québec de 2004 à 2007, puis représentant du Québec au sein de l’Association des services funéraires du Canada de 2008 à 2013.
Il se lance en politique en 2008 en tant que conseiller municipal, puis est candidat à la mairie de Dolbeau-Mistassini lors des élections municipales de 2013 ; il remporte l'élection et devient maire de la ville. À titre de maire, Richard Hébert dévoile la nouvelle identité visuelle de la ville, visant à rassembler les citoyens des anciennes municipalités de Dolbeau et de Mistassini fusionnées en 1997. Au cours de son  mandat, Richard Hébert initie avec le conseil municipal deux projets importants pour la population de Dolbeau-Mistassini soit la réfection complète de la route de Vauvert et la construction d'une nouvelle piscine et d'un gymnase (complexe Aquagym) sur le site du centre sportif de la rue des Érables. On lui doit aussi la construction d'une nouvelle caserne de pompiers moderne sur le boulevard Vézina.
En septembre 2017, il annonce qu'il ne se représentera pas aux municipales de novembre, mais briguera plutôt la députation comme candidat libéral à l'élection partielle du 23 octobre dans Lac-Saint-Jean. Cette circonscription est représentée par le conservateur Denis Lebel, démissionnaire.
Le soir de l'élection, il est élu avec 38,59 % des voix et devient le premier libéral à représenter la circonscription depuis 1984.

## Travail parlementaire
Le député Hébert siège sur le Comité permanent des Ressources naturelles de novembre 2017 à février 2018, puis sur le Comité permanent du Patrimoine canadien de février 2018 à septembre 2018. À titre de secrétaire parlementaire, il siège ensuite sur le Comité permanent de l'industrie, des sciences et de la technologie et sur le Comité permanent du commerce international, de septembre 2018 à septembre 2019.
Richard Hébert est vice-président du caucus rural libéral à partir du 30 avril 2018. Ce regroupement de 47 députés libéraux régionaux travaille sur des enjeux proprement ruraux, notamment en convoquant des experts, des représentants de ministères ou d'autres élus, pour débattre de l'approche gouvernementale à adopter dans l'intérêt des régions du Canada. 
Le caucus rural libéral s'est réuni du 27 au 29 août 2018, à Bromont, afin de discuter des enjeux des régions rurales, comme l'agriculture, le tourisme rural, le transport, l'accès à Internet et le développement des petites entreprises et de la main-d'œuvre. 
Richard Hébert est nommé le 31 août 2018 secrétaire parlementaire de la ministre de la Petite Entreprise et de la Promotion des exportations Mary Ng, par le premier ministre Justin Trudeau. Lors des élections d'octobre 2019, il est défait par le bloquiste Alexis Brunelle-Duceppe.